# 沙希德拉贾伊港
沙希德拉贾伊港（波斯語：بندر شهید رجایی）是伊朗霍尔木兹甘省阿巴斯港中的一個港口，沙希德拉贾伊港位于霍尔木兹海峡北岸。沙希德拉贾伊港以穆罕默德-阿里·拉贾伊的名字命名。沙希德拉贾伊港也是伊朗的一个经济特区。 沙希德拉贾伊港也是2025年伊朗阿巴斯港爆炸事故的事發地。